# Commodore 64
Commodore 64, også kendt som "brødkassen" på grund af dens ydre udformning, er en 8-bit hjemmecomputer som vandt stor udbredelse i 1980'erne. Den blev lanceret i 1982 som efterfølgeren til Commodore VIC-20 og blev efterfulgt af den kompatible Commodore 128. Dens førsteplads blandt hobbybrugere og entusiaster blev først for alvor truet, da Commodore International lancerede afløseren: den 16-bit stærke Amiga.
Commodore 64 indeholder en 8-bits 6510-mikroprocessor (På 0.987 MHz for PAL versionen og 1.023 MHz for NTSC versionen), har 20 KB rom og 64 KB ram.
Grafik-chippen (VIC-II) har 16 farver, 8 sprites, mulighed for scrolling m.m. Opløsningen er 40x25 tegn eller 320x200 pixels.
De fleste bruger en båndstation, men det er også muligt at få både 5 1/4"- og 3 1/2"-diskettedrev til den.
Lyd-chippen (SID) har tre stemmer og otte oktaver og hedder i de ældre versioner SID6581 og i de nye SID8580. På grund af variationer i de analoge kredsløb lyder de to chips lidt forskelligt.
Commodore lancerede også en transportabel udgave af Commodore 64, kaldet Commodore SX-64,samt en mindre kendt version Educator 64 som var en Commodore 64 der var indbygget i et PET 4000 metalkabinet, og primært tiltænkt skoler i USA.
I 1986 lancerede man Commodore 64C (C64 II), hvor dens motherboard var skrumpet og kabinettet var i nyt design med lys farve, fremfor den brunlige farve, som "brødkassen" havde.
I Danmark blev der også lavet version af Commodore 64 med dansk tastatur til skoler, disse fik ændret tastatur hvor man påklistrende de danske bogstaver, samt udskiftning af karaktersæt ROM og kernal ROM.  
Commodore 64 er med mere end 30 millioner solgte enheder, den mest solgte computer nogensinde  Maskinen blev solgt indtil 1994 da Commodore erklæredes bankerot.

## Commodore 64 som spillemaskine
En af grundene til at Commodore 64 vandt så stor popularitet var udvalget af computerspil. Pludselig havde menig mand mulighed for at spille spil hjemme foran fjernsynet, hvor man før havde været nødsaget til at besøge spillehaller eller den lokale grillbar for at få stillet spillelysten. Der er udgivet tusindvis af spil til Commodore 64 tilbage i 80'erne og 90'erne og en fanatisk skare udgiver stadig (d.d.2011) spil til den kære Commodore 64. Spillene kunne købes på kassettebånd, disketter eller kassette. Desuden udkom der en række magasiner hvor der var kildekode i BASIC til som man kunne taste ind i sin Commodore 64 og på den måde udvide sin spilsamling, med mulighed for evt. at gemme dem på bånd til senere brug. Disse spil havde dog ikke samme høje kvalitet som de købte spil. Der blev udgivet en række danske spil til Commodore 64, bl.a.:
- Hugo
- Oswald
- Super Oswald
- Labyrinth

## Lagermedier
Commodore's Datasette Unit 1530 var det mest benyttede lagermedie, den var forholdsvis billig med en udsalgspris på ca. 495 kr, og benyttede almindelige kassettebånd til lagring af spil og programmer. Datasetten var pålidelig men utrolig langsom til at overføre spillene, da den oprindeligt var designet til C64'erens forgænger VIC-20 der havde en betydeligt mindre hukommelse. Dette kunne dog afhjælpes ved at man inden det endelige spil eller program loades kunne indlæse en turboloader, denne turbo funktion satte hastigheden 10 gange op, og mange spil havde sågar en turboloader indbygget. En anden ulempe ved datasetten var at man hele tiden skulle have styr på hvor man var på båndet for at kunne spole sig frem til et spil eller program, dette gjorde man ved at registrere sine spil eller programmer med båndtælleren som var i datasetten.
Diskettestationen 1541 var et enkeltsidet drev og havde en kapacitet på 170 KB. Drevet var meget dyrt i anskaffelse og kostede mere end selve computeren. Drevet benyttede 5 1/4" floppydisketter som man skulle vende for at benytte begge sider af disken, da drevet ikke selv var i stand til at aflæse begge sider af disketten automatisk. Som med datasetten fandtes også forskellige turbo funktioner for 1541 som øgede hastigheden med en vis faktor. Der udkom forskellige versioner af 1541 både med intern og ekstern strømforsyning.
Kassetter (cartridge) var en lagermulighed som blev benyttet meget af spilproducenterne, fordelene var åbenlyse da disse kassetter var vanskeligere at kopierer og spille startede op uden den lange ventetid som der var ved datasetten og diskettedrevet. Inde i kassetter var spillene lagret på en ROM-chip.

## Piratkopiering
Piratkopiering var et nyt begreb der opstod i 64'eren storhedstid. Masser af annoncer i bl.a. Politiken og i Den Blå Avis med spil og programmer til en brøkdel af den normale pris gav spilproducenterne grå hår i hovedet og flere retssager blev også indledt mod de såkaldte pirater [kilde mangler]. Der var desuden en række "computerklubber" hvor det eneste formål var at få kopieret så mange spil og programmer som muligt [kilde mangler].

## Nutidig hardware
I de seneste år er der kommet en del tilbehør som f.eks. den meget populære 1541 Ultimate, samt SD2IEC hvilket giver Commodore 64 mulighed for brug af SD-kort som lagermedie.  

## Ekstern kilde/henvisning
- C64.COM
- Omfattende guide til (emulering af) Commodore 64 Arkiveret 7. marts 2005 hos  Wayback Machine
- commodore 64 video tribute
- Omfattende arkiv af MP3 remixes af Commodore 64 (SID) musik
- Lemon64 – førende side med commodore 64 indhold